# Dulowa

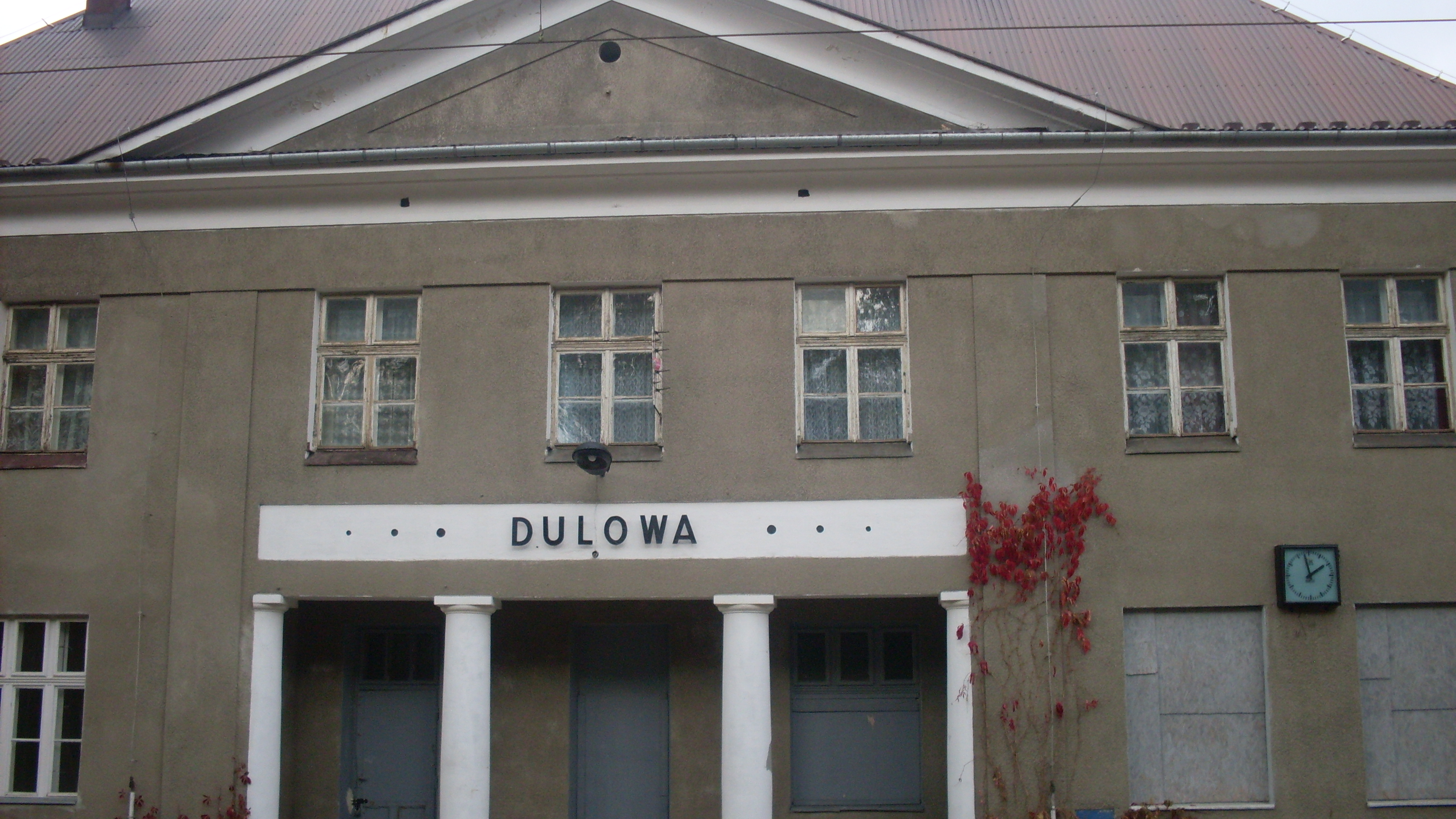
Stacja kolejowa w Dulowej

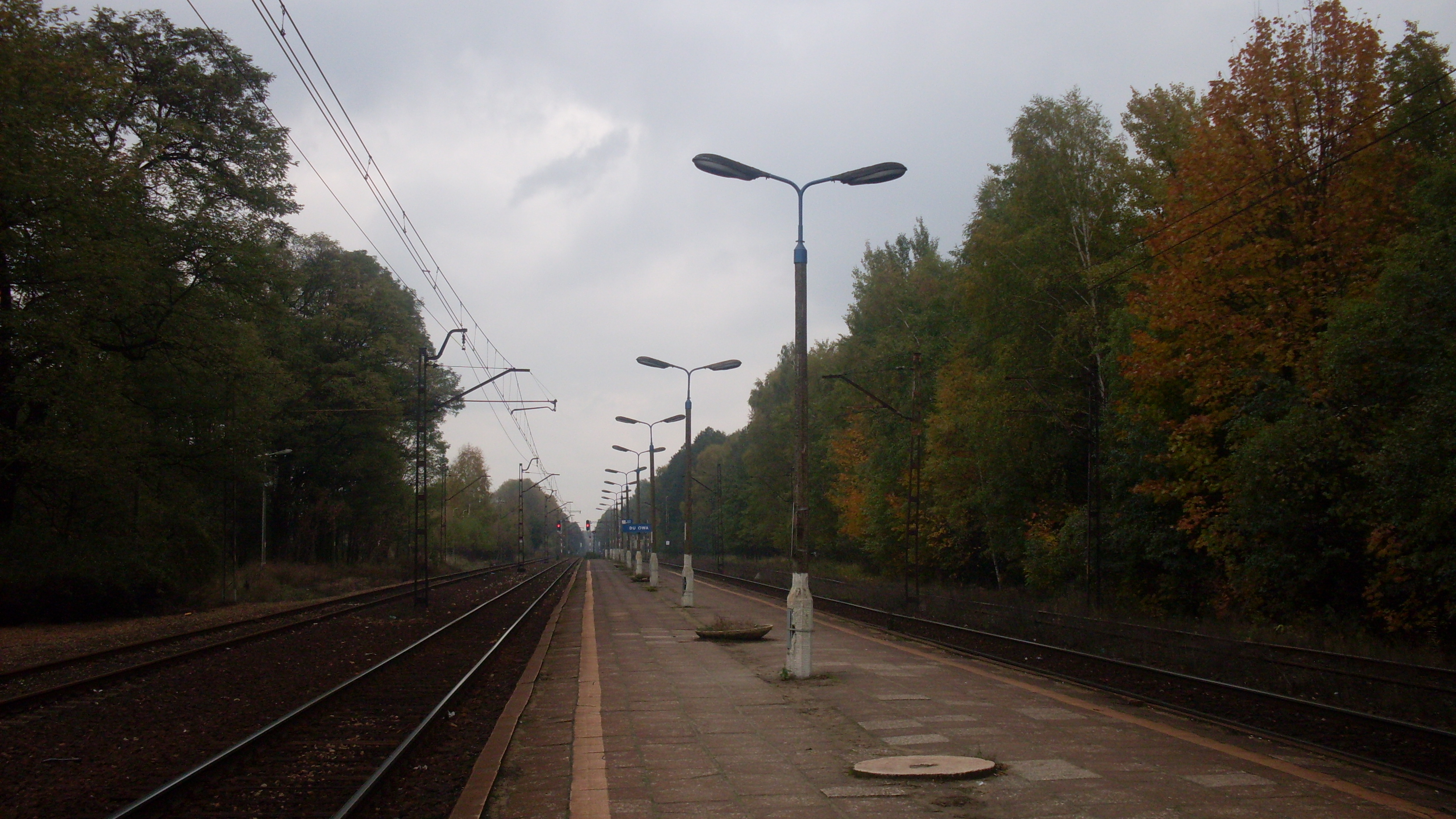
Peron w Dulowej

Dulowa – wieś o statusie sołectwa położona w województwie małopolskim, w powiecie chrzanowskim, w gminie Trzebinia.
| 0222829 | Bańca             | część wsi |
| 0222835 | Doły              | część wsi |
| 0222841 | Dulówka           | część wsi |
| 0222858 | Nawsie            | część wsi |
| 0222864 | Przy Karniowicach | część wsi |

Dulowa graniczy z Karniowicami, Filipowicami, Wolą Filipowską, Nieporazem, Młoszową i Bolęcinem. Integralne części miejscowości: Bajce, Doły, Dulówka, Nawsie, Przy Karniowicach.
Przez Dulową przebiega linia kolejowa nr 133 Kraków – Dąbrowa Górnicza Ząbkowice oraz droga krajowa nr 79 (Katowice – Trzebinia – Kraków – Sandomierz – Warszawa). W Dulowej znajduje się przystanek kolejowy (Dulowa (stacja kolejowa))
Dulowa z Karniowicami tworzy parafię Karniowice-Dulowa, położoną w dekanacie Trzebinia w Archidiecezji Krakowskiej.

## Historia
Od średniowiecza do 1795 r. w województwie krakowskim. Po III rozbiorze Polski okolice Dulowej należały do dystryktu olkuskiego w ramach tzw. Galicji Zachodniej w zaborze austriackim. W 1809 r. teren Dulowej przyłączono do departamentu krakowskiego w granicach Księstwa Warszawskiego. W latach 1815–1845 w Rzeczypospolitej Krakowskiej jako jedna z 224 wsi.
Od 1846 r. do 1918 należała do Wielkiego Księstwa Krakowskiego, w ramach zaboru austriackiego.

W 1847 r. przez Dulową wybudowano Kolej Krakowsko-Górnośląską łączącą Kraków z Mysłowicami. Od chwili powstania powiatu chrzanowskiego w latach 1853–1854 w ramach reformy administracyjnej przeprowadzonej w Wielkim Księstwie Krakowskim i Królestwie Galicji, Dulowa należy to tego powiatu.
Od 1918 r. do 1939 i od 1945 do 1975 w woj. krakowskim. W okresie II wojny światowej należała do Rzeszy Niemieckiej i była miejscowością graniczną z Generalnym Gubernatorstwem.
W latach 1975–1998 miejscowość administracyjnie należała do województwa katowickiego. W roku 1995 na wniosek mieszkańców i ówczesnego radnego: Czesława Palucha i Marka Rudkowskiego dokonano zmiany granic Dulowej i Młoszowej, w wyniku czego Dulowa została ona powiększona o 60.1358 ha. W granicach Dulowej znalazła się szkoła podstawowa oraz cmentarz komunalny.
W 1998 r. wraz z większością Ziemi Chrzanowskiej wróciła do Małopolski. 1 stycznia 2006 r. przyłączono część Woli Filipowskiej z gminy Krzeszowice.

## Geografia
Sołectwo położone jest w zlewniach dopływów rzeki Wisły; część zachodnia i południowa – w zlewni rzeki Chechło, część wschodnia i północna – w zlewni rzeki Rudawa. Przez Dulową przepływa rzeka Dulówka, która w dalszym biegu zmienia nazwę na Krzeszówkę, a następnie na Rudawę i wpada do Wisły w Krakowie. Południową granicę Dulowej stanowi rzeka Chechło. W Puszczy Dulowskiej w tym częściowo w Dulowej znajdują się tereny źródliskowe rzeki Chechło.
Dulowa położona jest na Wyżynie Krakowsko-Częstochowskiej na dwóch ich mezoregionach. Północna część Dulowej leży na Wyżynie Olkuskiej. Część południowa położona jest w Rowie Krzeszowickim.
W Dulowej wyróżnia się miejsca o nazwach własnych:
- Bojca – wschodnia część Dulowej przy drodze 79.
- Rzeczyska – zachodnia część Dulowej na granicy z Młoszową.
- Doły – północna część Dulowej w Dolinie lokalnego strumienia (do lat 90. XX wieku część Karniowic).
- Skałka – wzniesienie o wysokości 362 m n.p.m. pomiędzy Bojcami a Dołami.
- Górki – niskie wzniesienia nad potokiem Checho w środku Puszczy Dulowskiej.
- Charchoły – dolinik strumieni położonych we wschodniej części Dulowej.

Przez Dulową prowadzą dwa szlaki rowerowe:
- czerwony okrężny szlak Ziemi Chrzanowskiej,
- niebieski szlak łączący Jezioro Chechelskie z zamkiem Tenczyn.

## Przyroda

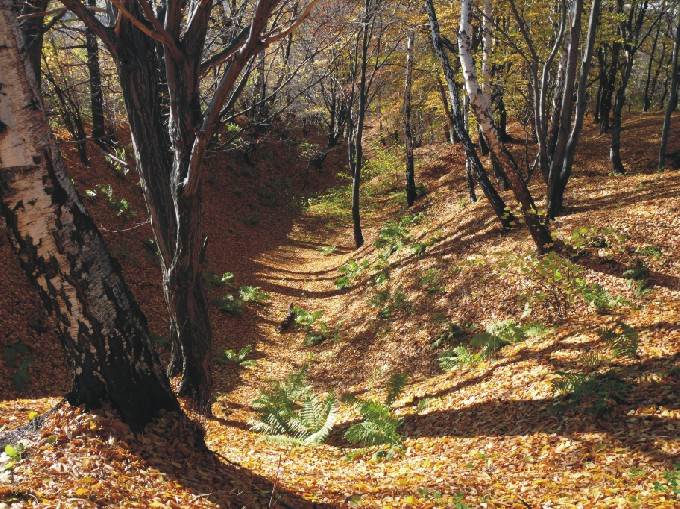
Wąwóz w Parku Krajobrazowym Dolinki Podkrakowskie

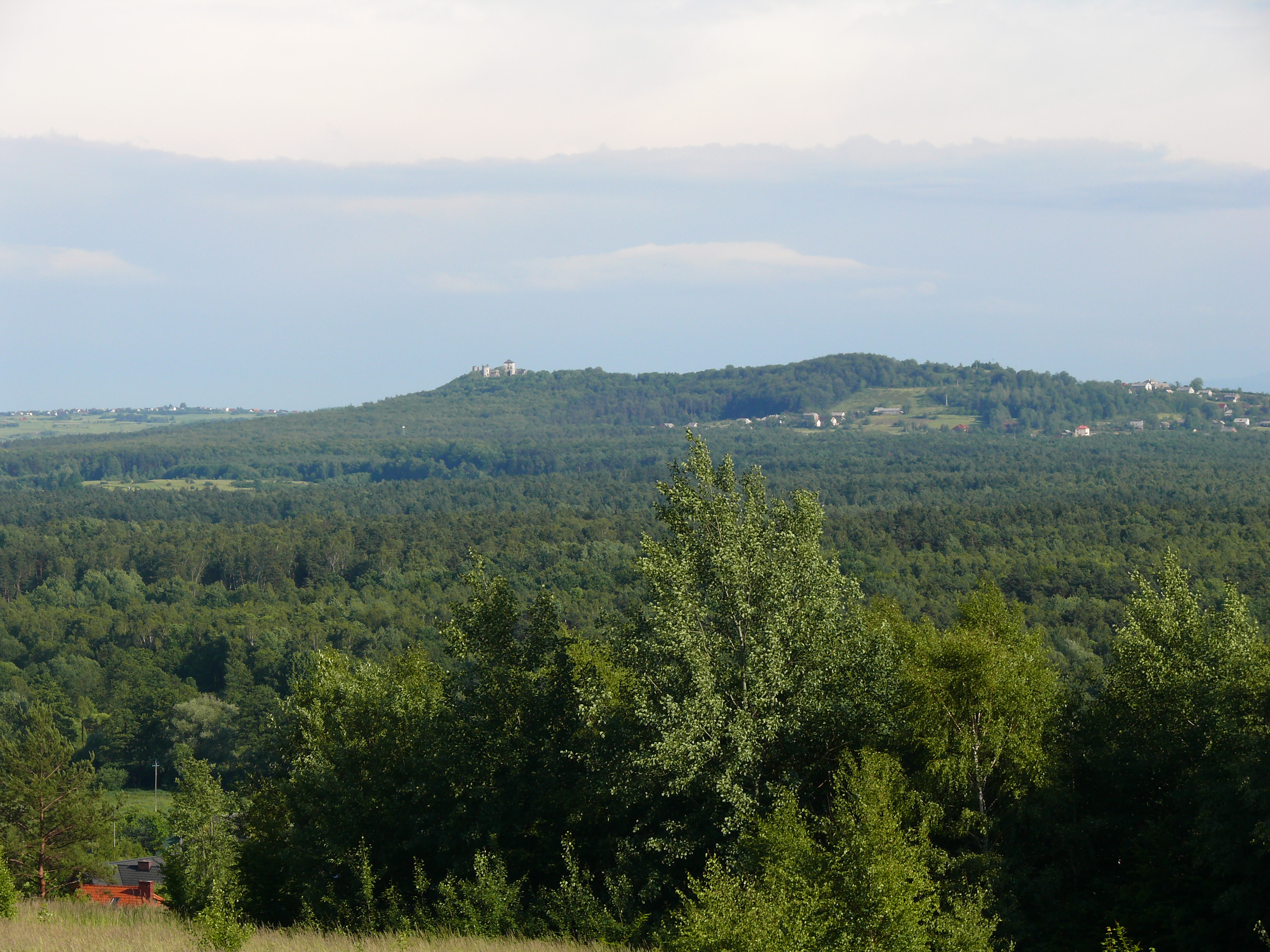
Puszcza Dulowska

Dulowa położona jest na terenie dwóch parków krajobrazowych.
Część północna położona jest na terenie Parku Krajobrazowego Dolinki Podkrakowskie. Natomiast część południowa (Puszcza Dulowska) leży w granicach Tenczyńskiego Parku Krajobrazowego. Znaczną część Dulowej zajmuje Puszcza Dulowska. Jest ona pozostałością prastarej puszczy, która w Średniowieczu rozciągała się między Krakowem a Przemszą. Teren puszczy znajduje się na pofałdowanej równinie sandrowej powstałej na przedpolu lodowcowym. Jednolity kompleks leśny, przerywany naturalnymi polanami, w najdłuższym miejscu osiąga 8 km w najszerszym około 4 km. Potok Chechło dzieli Puszczę na 2 części. Część północna (zwana Lasem Dulowskim) jest piaszczysta i sucha. Dominuje tu sosna i świerk. Część południowa (Las Bagno, Las Rudno) jest podmokła i zatorfiona. Występują tu torfowiska niskie, lasy olchowy, gęsty bór bagienny.

W latach 60. XX w. przywędrowało tutaj stado łosi. Obecnie żyje tu kilkanaście osobników. Można tu spotkać jelenie, sarny i dziki. Spośród ptactwa żyją tu również: czajki, derkacze, krogulce, myszołowy, jastrzębie gołębiarze. W Puszczy Dulowskiej żyje również traszka górska. W latach 80. osiedlono tu kilka par bobrów. Ich populacja liczy obecnie kilkadziesiąt osobników. Wybudowane przez nie tamy przyczyniły się do zalania około 20 ha lasu. Na terenie Puszczy Dulowskiej w Dulowej i Młoszowej od 1998 roku znajduje się ścieżka dydaktyczno-przyrodnicza. Korzystający ze ścieżki mogą zapoznać się z podstawowymi gatunkami drzew budujących drzewostany puszczy, takimi jak: sosna zwyczajna, brzoza brodawkowata, olsza czarna, modrzew europejski, świerk pospolity, dąb szypułkowy, topola, osika, buk zwyczajny, klon, jawor, dąb czerwony, czeremcha późna oraz krzewy: kruszyna pospolita, bez koralowy, wierzba uszata, jabłoń domowa. W miejscach podmokłych można spotkać dwa gatunki mchów omawianych w podręcznikach szkolnych, mianowicie płonnika oraz torfowca, a w suchszych miejscach rokieta pospolitego. Z paprotników na uwagę zasługuję orlica pospolita i wietlica samicza. Do największych atrakcji ścieżki należy bez wątpienia stanowisko bobra europejskiego, którego w 1986 roku reintrodukowano nad potokiem Chechło. Obecnie określa się szacunkowo liczebność populacji bobrów na terenie puszczy na około 120 osobników. Ścieżka wyposażona jest w tablice informacyjno-dydaktyczne oraz w miejsca wypoczynku.
W potoku Dulówka występuje pstrąg potokowy.

## Obiekty w Dulowej
W Dulowej znajdują się:
- Cmentarz komunalny
- Szkoła Podstawowa im. Królowej Jadwigi
- Dworzec kolejowy
- Dom Strażaka
- Dom Spokojnej Starości „EDEN”
- Leśniczówka
- Ośrodek Hodowli Zwierzyny[12]
- Wiejski Dom Kultury
- Kapliczki:
  - św. Floriana – skrzyżowanie ul. Floriana z ul. Krakowską
  - przy ul. Krakowskiej
  - przy ul. św. Floriana
  - na skrzyżowaniu ul. Parku Jurajskiego i ul. Młyńskiej

## Organizacje
- Uczniowski Klub Sportowy „Dulowa”
- Koło Gospodyń Wiejskich
- Ochotnicza Straż Pożarna
- Zespół Folklorystyczny „Dulowiacy”
- Miejscowość Tematyczna[13] – Zaginiona wioska[14]